# ماي موراي
ماي موراي (بالإنجليزية: Mae Murray) ( 1885 – 1965 م) هي منتجة أفلام، وممثلة مسرحية، وممثلة أفلام، وكاتبة سيناريو أمريكية، ولدت في بورتسموث, فيرجينيا، توفيت في وودلاند هيلز، عن عمر يناهز 80 عاماً، بسبب مرض قلبي وعائي.

## وصلات خارجية
- ماي موراي على موقع IMDb (الإنجليزية)
- ماي موراي على موقع ألو سيني (الفرنسية)
- ماي موراي على موقع تيرنر كلاسيك موفيز (الإنجليزية)
- ماي موراي على موقع أول موفي (الإنجليزية)
- ماي موراي على موقع قاعدة بيانات برودواي على الإنترنت (الإنجليزية)
- ماي موراي على موقع قاعدة بيانات الأفلام السويدية (السويدية)
- ماي موراي على موقع إن إن دي بي (الإنجليزية)
- ماي موراي على موقع قاعدة بيانات الفيلم (الإنجليزية)
- ماي موراي على موقع كينوبويسك (الروسية)